# Ik vraag het aan
Ik vraag het aan is een televisieprogramma waarin bekende Vlamingen een lied aanvragen met een bepaalde reden dat door een bekende zanger wordt gezongen. Die zanger kan de oorspronkelijke artiest van het lied zijn, maar de meeste liedjes worden door andere gecoverd. Het programma werd vanaf 31 januari 2024 uitgezonden op VRT 1. De presentatie is in handen van Niels Destadsbader. Er wordt elke aflevering ook een lied aangevraagd door een persoon uit het publiek, waarvoor Destadsbader dan gewoonlijk zelf het lied zingt.

## Overzicht

### Seizoen 1
| Afl. | Uitzenddatum     | Gasten                | Gasten             | Gasten                 | Gasten                  | Gasten            | Zangers           | Zangers                | Zangers                  | Zangers                      |
| ---- | ---------------- | --------------------- | ------------------ | ---------------------- | ----------------------- | ----------------- | ----------------- | ---------------------- | ------------------------ | ---------------------------- |
| 1    | 31 januari 2024  | Erik Van Looy         | Fatma Taspinar     | Kawtar Ehlalouch       | Warre Borgmans          | Lotte Vanwezemael | Helmut Lotti      | DAAN                   | Zimmerman & Noémie Wolfs | Jérémie Makiese              |
| 2    | 7 februari 2024  | Rik Verheye           | Ingeborg           | Maureen Vanherberghen  | Jacques Vermeire        | Ruben Van Gucht   | Astrid Stockman   | Tijs Vanneste          | Jasper Steverlinck       | Gene Thomas                  |
| 3    | 14 februari 2024 | Kristel Verbeke       | Sven De Leijer     | Joris Hessels          | Kim Van Oncen           | Danira Boukhriss  | Clouseau          | Thibault Christiaensen | Flip Kowlier             | Aaron Blommaert              |
| 4    | 21 februari 2024 | Stephanie Planckaert  | Peter Van de Veire | Jeroen Meus            | Robin Keyaert           | Guga Baul         | Peter Van Laet    | Dana Winner            | Isolde Lasoen            | Milo Meskens                 |
| 5    | 28 februari 2024 | Maksim Stojanac       | Tine Embrechts     | Michèle Cuvelier       | Sander Gillis           | Rob Vanoudenhoven | Johannes Genard   | Jente Pironet          | Stefanie Callebaut       | Meskerem Mees                |
| 6    | 6 maart 2024     | Steven Van Herreweghe | Sven Nys           | Linde Merckpoel        | Saartje Vandendriessche | Herman Verbruggen | Gabriel Rios      | Belle Perez            | Sioen                    | Silvy De Bie                 |
| 7    | 13 maart 2024    | Otto-Jan Ham          | Maaike Cafmeyer    | Joris Brys             | Luc Appermont           | Astrid Coppens    | Mickael Karkousse | Günther Neefs          | Geike Arnaert            | Senne Guns en Lara Chedraoui |
| 8    | 20 maart 2024    | Bart Peeters          | Imke Courtois      | Elisabeth Lucie Baeten | Herman Brusselmans      | Sven De Ridder    | Gloria Monserez   | Lady Linn              | Guy Swinnen              | Gustaph                      |
| 9    | 27 maart 2024    | Siska Schoeters       | Sam Gooris         | Mathias Vergels        | Margriet Hermans        | Héritier Tipo     | Laura Tesoro      | Sasha & Davy           | Klaas Delrue             | Emma Bale                    |
| 10   | 3 april 2024     | Eva De Roo            | Wesley Sonck       | Tessa Wullaert         | Maarten Vangramberen    | Miguel Wiels      | Yung Mavu         | Willy Sommers          | Bert Ostyn               | Gala Dragot                  |

### Warmste Week-special
| Afl. | Uitzenddatum    | Gasten          | Gasten             | Gasten    | Gasten              | Gasten      | Zangers         | Zangers     | Zangers      | Zangers  | Zangers      |
| ---- | --------------- | --------------- | ------------------ | --------- | ------------------- | ----------- | --------------- | ----------- | ------------ | -------- | ------------ |
| 1    | 9 december 2024 | Xander De Rycke | Francisco Schuster | Soe Nsuki | Julie Van den Steen | Omar Souidi | Aaron Blommaert | Ruben Block | Porcelain ID | Sandrine | Milo Meskens |

### Seizoen 2
| Afl. | Uitzenddatum     | Gasten                           | Gasten              | Gasten                 | Gasten             | Gasten          | Gasten                           | Zangers              | Zangers         | Zangers            | Zangers             | Zangers                         |
| ---- | ---------------- | -------------------------------- | ------------------- | ---------------------- | ------------------ | --------------- | -------------------------------- | -------------------- | --------------- | ------------------ | ------------------- | ------------------------------- |
| 1    | 8 januari 2025   | Fien Germijns                    | Alexander Hendrickx | Tijs Vanneste          | James Cooke        | Martin Heylen   |                                  | Sylvie Kreusch       | Maksim Stojanac | Emmy d'Arc         | Gustaph & Lady Linn | Nathalie Meskens                |
| 2    | 15 januari 2025  | Liesa Naert                      | Rudi Vranckx        | Erhan Demirci          | Charlotte Sieben   | Jade Mintjens   |                                  | J. Bernardt          | BLUAI           | ILA & Bart Herman  | MEROL               | Bart Cannaerts                  |
| 3    | 22 januari 2025  | Bob Savenberg & Pascal Braeckman | Riadh Bahri         | Zita Wauters & Camille | Kat & Lyn Kerkhofs | Mathias Vergels | Jan Leyers & Frank Vander linden | Black Box Revelation | Kristo          | Clouseau           | Aaron Blommaert     | All Stars (Studiogasten + band) |
| 4    | 5 februari 2025  | Philippe Geubels                 | Jelle De Beule      | Elodie Gabias          | Sarah Mouhamou     | Karine Claassen |                                  | Wannes Cappelle      | Jan Leyers      | Francisco Schuster | Berre               | Tine Embrechts en Guga Baul     |
| 5    | 12 februari 2025 | An Lemmens                       | Seppe Nobels        | Nona 't Jolle          | Charlotte Timmers  | Urbanus         |                                  | Camille              | Johannes Genard | ISE                | Novastar            | Jo Hens en Clara Cleymans       |
| 6    | 19 februari 2025 | Inge Paulussen                   | William Boeva       | Karl Meesters          | Amber Broos        | Natalia         |                                  | Stan Van Samang      | The Subs        | Selah Sue          | Sandra Kim          | Natalia                         |
| 6    | 26 februari 2025 | Dina Tersago                     | Jef Neve            | Thomas Vanderveken     | Mathis Mavuela     | Jacotte Brokken |                                  | Luka                 | Grace           | Spinvis            | Stefanie Callebout  | Kenji Minogue                   |
| 7    | 5 maart 2025     | Frances Lefebure                 | Celine Van Ouytsel  | Loïc Van Impe          | Wim De Vilder      | Niels Albert    |                                  | Garry Hagger         | Kids With Buns  | Ramkot             | Barbara Dex         | Milow                           |
| 8    | 12 maart 2025    | Lize Feryn                       | Steffi Mercie       | Kevin Janssens         | Clara Cleymans     | Karen Damen     |                                  | Sean Dhondt          | Ronny Mosuse    | Nelja              | Red Sebastian       | Davina Michelle                 |

1. ↑  Deze derde aflevering stond volledig in het teken van 40 jaar Clouseau.